# Новый Каенсар
Новый Каенсар — деревня в Кукморском районе Татарстана. Входит в состав Важашурского сельского поселения.

## География
Находится в северо-западной части Татарстана на расстоянии приблизительно 11 км на юг-юго-восток по прямой от районного центра города Кукмор в верховьях речки Уча.

## История
Основана в конце XVIII выходцами из деревни Старый Каенсар.
До 1860-х гг. жители относились к категории государственных крестьян. Их основные занятия в этот период – земледелие и скотоводство.
В начале XX в. в деревне функционировала школа Братства святителя Гурия (открыта в 1898 г., в 1909 г. преобразована в земскую). 
В этот период земельный надел сельской общины составлял 726 десятину.

## Хозяйствующие субъекты
В 1930 г. в селе организован колхоз «Выль Султон», с 1956 г. село в составе колхоза им. Кирова, с 1965 по 2006 гг. находился в управлении сельхоз предприятие «Гигант», с 2006 г. принадлежит ООО «Кукморская продовольственная корпорация», с 2008 г. — ООО «Агрофирма Тукай», с 2018 г. — ООО «Уныш».
Жители занимаются полеводством, скотоводством.

## Демография
- 1859 г. — 207,
- 1897 г. — 367,
- 1908 г. — 420,
- 1920 г. — 450,
- 1926 г. — 461,
- 1949 г. — 476,
- 1958 г. — 404,
- 1970 г. — 474,
- 1979 г. — 392,
- 1989 г. — 282[1],
- 2002 г. — 245,
- 2010 г. — 225,
- 2017 г. — 214 человек.

На 2017 год, в селе живут удмурты (99%).

## Известные уроженцы
Г.Г.Ахметов (р. 1960) – руководитель удмуртского народного фольклорного ансамбля «Инвожо» (с 1993 г.).
А.К.Байметов (1938–2016) – психолог, педагог, кандидат психологических наук, доцент.
Г.С.Сабитов (1915–1993) – поэт-песенник, переводчик, член Союза писателей СССР, заслуженный работник культуры Удмуртской Республики.